# Ålands Ombudsmannamyndighet
Ålands Ombudsmannamyndighet är en myndighet under Ålands landskapsregering i Åland som har som uppgift att främja jämställdhet, icke-diskriminering samt barns, patienters, klienters och konsumenters rättigheter på Åland. Myndigheten jobbar också med frågor som gäller rättigheter för klienter i socialvården och patienter i hälso- och sjukvården. Även konsumenternas rättigheter på Åland bevakas av Ålands ombudsmannamyndighet.